# Rue de la Chapelle
La rue de la Chapelle est une voie du 18e arrondissement de Paris.

## Situation et accès
Longue de 890 mètres, orientée nord-sud, elle commence 2, rue Ordener et finit 29, boulevard Ney.
Le quartier est desservi par la ligne 12, aux stations Marx Dormoy et Porte de la Chapelle.
Sur cette rue, on trouve le col de la Chapelle.

## Origine du nom
Cette voie était la principale rue de l'ancienne commune de la Chapelle Saint-Denis.

## Historique

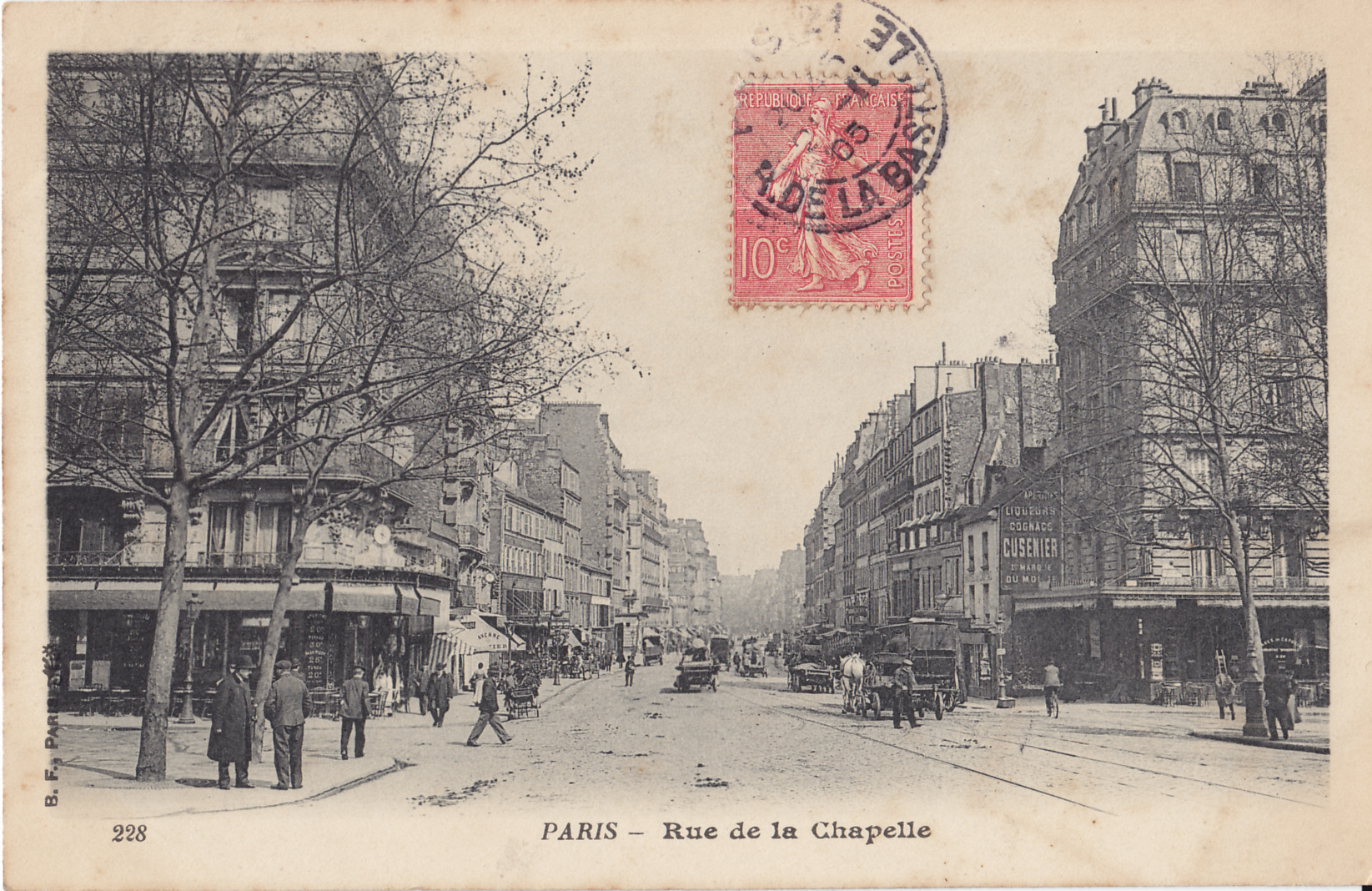
La rue de la Chapelle, dans les années 1900, depuis la place de la Chapelle.

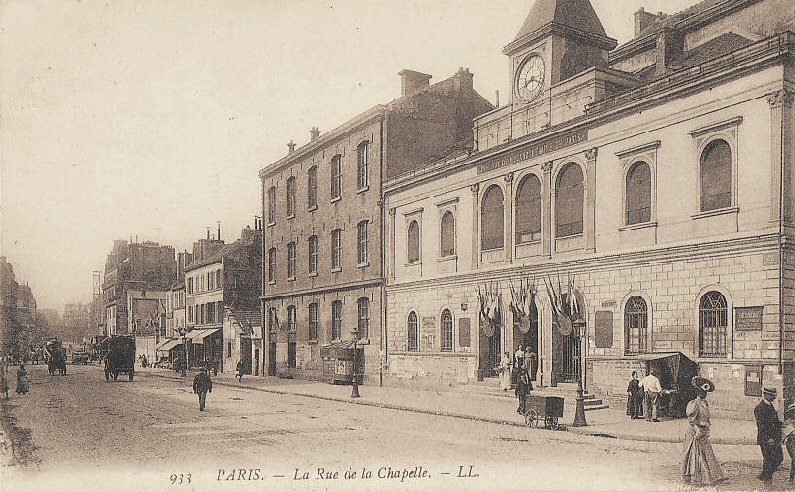
L'ancienne mairie de La Chapelle-Saint-Denis, rue de la Chapelle (de nos jours au niveau des nos 55-57 rue Marx-Dormoy), vers 1900).

La rue occupe le tracé de la voie romaine qui menait de Lutèce aux villes du nord, dans le prolongement des rues Saint-Denis, du Faubourg-Saint-Denis et Marx-Dormoy, rencontrant le rond-point de La Chapelle.
À l'époque de la fin des Mérovingiens, elle devient une section de l'axe historique de Paris à Saint-Denis, l'Estrée.
De 1675 à 1867, cette route porta le nom de « Grande-Rue », avant de prendre son nom actuel. Elle était en effet l'axe principal de la commune, ce statut étant devenu obsolète après l'annexion de 1860.
En mars 1871, elle est obstruée par une barricade de fédérés lors de la Commune de Paris.
Le 8 mars 1918, durant la Première Guerre mondiale, une bombe lancée d'un avion allemand explose aux nos 101-103 rue de la Chapelle. Le 15 septembre 1918 un nouveau bombardement touche la gare de La Chapelle-Saint-Denis située au no 165 rue de la Chapelle

Le 23 mars 1918, un obus lancé par la Grosse Bertha explose au no 165 rue de la Chapelle. Le 4 juin 1918, un autre obus tombe au no 79.
En 1945, la rue de la Chapelle fut scindée en deux, sa partie sud prenant le nom « rue Marx-Dormoy ».
L'enclave ferroviaire, en friche, située entre l’entrepôt Ney, la rue d'Aubervilliers, la rue de l'Évangile et la rue de la Chapelle, appelée communément « ZAC Chapelle-Charbon », doit devenir, à partir de 2020, un grand parc urbain, le parc Chapelle-Charbon,,.
Au niveau de l'intersection avec la rue des Cheminots et de la rue Raymond-Queneau, une partie de l'emprise de la rue devient la place du Professeur-Muhammad-Yunus.
Début 2024, la chaussée est rénovée et des pistes cyclables sont aménagées, alors que le quartier est reconfiguré par sa proximité avec Arena Porte de la Chapelle et Chapelle international.
À l'été 2025 sont installées dans la rue les statues de femmes présentées lors de la cérémonie d'ouverture des Jeux olympiques l'année précédente (l'avocate et féministe Gisèle Halimi, la philosophe et poétesse Christine de Pizan, l’exploratrice Jeanne Barret, la révolutionnaire Olympe de Gouges, l’anarchiste Louise Michel, la réalisatrice Alice Guy, la cadre sportive Alice Milliat, l’écrivaine Paulette Nardal, la philosophe Simone de Beauvoir et la femme politique Simone Veil).

## Bâtiments remarquables et lieux de mémoire
- No 2, jusqu'au carrefour au niveau du no 2, rue Ordener : emplacement d'une grande propriété acquise le 8 mai 1771 par Jean-Louis De Bucourt, huissier à cheval, qui y mourut en 1801. Son fils, le peintre Philibert-Louis Debucourt (né en 1755) y habita avec sa seconde épouse de 1803 à 1823[10].
- No 3 : cinéma Ordener Palace, entre 1914 et 1975[11].
- No 14 : sous la Révolution, à partir de 1790, se trouvait à ce niveau la mairie de la commune de La Chapelle. Bien plus tard, de 1845 à 1860, la mairie est de nouveau installée dans cette rue, sur le segment de l'actuelle rue Marx-Dormoy (nos 55-57), créée en 1945 sur l'emprise de la rue de la Chapelle. Érigé en 1845, l'édifice de la mairie est démoli en 1906 et remplacé par un établissement scolaire[12],[13] (actuel collège Marx-Dormoy).
- No 16 : église Saint-Denys de la Chapelle[14].
- No 16 : basilique Sainte-Jeanne-d'Arc de Paris.
- No 31 : jardin Nusch-Éluard et impasse de la Chapelle.
- No 79 : quartier de Chapelle international, via le passage du Gué, qui donne accès, par la rue Pierre-Mauroy, au square du 21-avril-1944 encadré par les allées Lydia-Becker et Léon-Bronchart, ainsi qu'aux rues des Cheminots, plus à l'ouest, et Eva-Kotchever, au nord.
- No 93 : tour La Sablière.
- No 94 : Jean Anouilh y passa une partie de son enfance à partir de 1918[15].
- No 100 : tour Super Chapelle.
- No 117 : Jacques Démoulin (1905-1991), danseur et peintre, y vécut[16].
- No 165 : emplacement de la gare de la Chapelle-Saint-Denis, sur la ligne de Petite Ceinture.